# Tomoko
Tomoko (jap. ともこ, トモコ) – żeńskie imię japońskie.

## Możliwa pisownia
Tomoko można zapisać używając wielu różnych znaków kanji i może znaczyć m.in.:
- 智子, „dziecko mądrości”[1]
- 友子, „przyjaciel, dziecko”
- 知子, „wiedza, dziecko”
- 朋子, „przyjaciel, dziecko”
- 皆子, „wszyscy, dziecko” (występują też inne wymowy tego imienia: Michiko, Minako)

## Znane osoby
- Tomoko Fukumi (友子), japońska judoczka, mistrzyni świata
- Tomoko Fuse (知子), japońska origamistka i autorka wielu książek na temat origami modułowego
- Tomoko Ishimura (知子), japońska seiyū
- Tomoko Kawakami (とも子), japońska seiyū
- Tomoko Kaneda (朋子), japońska seiyū i piosenkarka
- Tomoko Kawase (智子), japońska piosenkarka
- Tomoko Ninomiya (知子), japońska mangaka
- Tomoko Sumiishi (智子), japońska lekkoatletka specjalizująca się w skoku o tyczce
- Tomoko Yamaguchi (智子), japońska aktorka i piosenkarka
- Tomoko Yoshihara (知子), japońska siatkarka

## Fikcyjne postacie
- Tomoko Anabuki (智子), bohaterka light novel, mangi i anime Strike Witches
- Tomoko Kuroki (智子), bohaterka mangi i anime Watashi ga motenai no wa dō kangaetemo omaera ga warui!
- Tomoko Nomura (朋子), bohaterka mangi i anime Great Teacher Onizuka
- Tomoko Ōishi (智子), bohaterka filmu The Ring: Krąg
- Tomoko Saeki (倫子), bohaterka mangi i anime DNA²
- Tomoko Yamada (知子), bohaterka mangi i anime Angelic Layer